# Matas (Lourinhã)
Matas é uma aldeia da freguesia de Lourinhã.